# Cabrahigo
Higuera tipo Cabrahigo es un cultivar de higuera Ficus carica macho que solamente produce flores masculinas con polen para polinizar higueras hembra con flores femeninas, sin esta fecundación no se podría desarrollar la cosecha principal (higos) y se caerían del árbol sin madurar.

## Variedades de higo Cabrahigo
- Abetroune
- Amellal
- Assafri
- Bithri
- Croisic único cabrahigo conocido que desarrolla higos comestibles,
- Guerguenia
- Hamma, originario del Norte de África (parental donante de polen de la obtención higo Alma)
- Hemri
- Jrani
- San Joao Branco originario de Portugal
- Tocal, originario de Andalucía[4]
- De Perilla en La Contraviesa
- Cojáyar en La Contraviesa
- Morado en La Contraviesa

## Características
Cabrahigo es el tipo de cultivo más primitivo con flores pistiladas cortas y flores estaminadas funcionales.
El Cabrahigo produce 3 generaciones de siconos al año:
- Mamas: estos nacen en las ramas del año anterior, son de forma redondeada, pasan el invierno en las ramas y maduran al comienzo de la primavera. En su interior se encuentra el insecto que produce la polinización.[5]

- Prohigos: estos están situados en las axilas de las hojas nuevas. Son de forma alargada y maduran a principios de verano. Son los más utilizados para la caprificación (puesta de estos higos con el insecto en su interior atados en una rama de las higueras femeninas a polinizar).[5]

- Mamonas: estos se desarrollan durante el verano y están situadas en el extremo de las ramas del año.[5]

La mayoría de los cabrahigos no son comestibles, pero se cultivan porque albergan una pequeña avispa, Blastophaga psenes, que es necesaria para la polinización y el cuajado de las frutas,
Se cría junto a higueras femeninas en cultivos moderados a intensos. Prefieren pleno sol, refugio contra el viento, en un suelo arcilloso y bien drenado.

## El cultivo de la higuera
Turquía es el principal productor de higos del mundo con 260,508 toneladas en 2011, y más de dos tercios de su producción proviene de la variedad Sari Lop (llamada Calimyrna en California), siendo la variedad cultivar principal tanto para el suministro de higo fresco como para los higos pasos. Esta variedad como muchas otras es tipo Smyrna y no podría desarrollar la cosecha de higos sin el polen de un cabrahigo.